# 以華制華
以華制華是指以華人（中國人）制服華人的統治策略，主要用於其他民族統治中國、或海外華人受「非華人的統治者」（政府、殖民者或者外族）壓制的情形。由於統治者對華人民眾不熟悉，容易遭致華人的反抗，故培植一些華人來管理另一批華人，授予當地部分華人行政權力，去監管所有華人守法或放棄抵抗。
此一策略促進地方行政本地化，帶有「親疏有別」、問責制等色彩，方便監控一般的華人民眾，而且華人只是幫助統治，實際的大權不在華人手上，當統治者的政權結束之後，當時為那些統治者做事的華人，有可能被視為漢奸而定罪。
中國抗日戰爭期間，一系列由日本建立的傀儡政權，包括滿洲國、冀東防共自治政府、中華民國維新政府、汪精衛國民政府等，為近代以華制華的典型案例。

## 其他條目
- 遠東國際軍事法庭
- 以夷制夷
- 以夷制華
- 城邦